# Peter Wisoff
Peter Jeffrey Kelsay Wisoff (Norfolk, 16 de agosto de 1958) é um ex-astronauta norte-americano, veterano de quatro missões no programa dos ônibus espaciais. 
Formado em física pela Universidade da Virgínia em 1980 com mestrado e doutorado em física aplicada pela Universidade de Stanford em 1982 e 1986, Wisoff foi selecionado para treinamento no corpo de astronautas da NASA em 1990, tornando-se astronauta qualificado em janeiro de 1991, na função de especialista de missão.
No trabalho em terra na NASA, ele exerceu as funções de comunicador de voo (CAPCOM) no controle da missão em Houston, e cargos técnicos referentes à verificação de software de voo e de avaliação de equipamentos e técnicas de atividades extraveiculares para a construção da Estação Espacial Internacional (ISS). Wisoff fez quatro viagens ao espaço entre 1993 e 2000, acumulando 56 horas em órbita e um total de 19 horas de caminhadas espaciais.
Sua primeira missão foi em junho de 1993, na STS-57 Endeavour, a primeira do ônibus espacial com o Spacehab, um módulo transportado na área de carga da Endeavour, destinado a experiências científicas na microgravidade e onde realizou seis horas de caminhadas no espaço testando ferramentas e posicionando antenas de satélites. Foi ao espaço novamente na Endeavour, missão STS-68, em 30 de setembro de 1994, que testou radares em órbita.
Em janeiro de 1997, sua terceira missão foi na nave Atlantis, STS-81, entre 12 e 22 de janeiro de 1997. Nela, a Atlantis acoplou-se com a estação espacial russa Mir e realizou a troca de astronautas norte-americanos habitantes da estação.
Sua última missão espacial, na STS-92 Discovery, foi lançada em 11 de outubro de 2000, para trabalhar na expansão da estrutura da ISS durante treze dias e nela Wisoff realizou 13 horas de 'caminhadas espaciais' no trabalho de montagem. 
Casado com a também astronauta Tamara Jernigan, Wisoff trabalha hoje no Lawrence Livermore National Laboratory, na Califórnia.